# Amanischacheto
Amanischacheto, Nachfolgerin der Amanirenas, regierte als nubische Königin Ende des ersten Jahrhunderts v. Chr.
Sie ist durch Inschriften im Amuntempel von Kawa, durch eine Granitstele, die sich in Meroe fand (hier trägt sie den Titel Kandake), in Inschriften an einem Palast bei Wad ban Naqa, einer Stele in Qasr Ibrim, einer weiteren Stele von Naqa und durch ihre Pyramide Beg N6 in Meroe bekannt. Sie war die Tochter einer gewissen Ar...tchawit und vielleicht eine Gemahlin von Teriteqas, obwohl Letzteres nicht bewiesen werden kann.
Amanischacheto ist besonders bekannt durch einen Schatz erlesener Schmuckstücke, der sich 1834 in ihrer Pyramide fand und sich heute in Berlin und München befindet. Ihre Pyramide, die damals noch gut erhalten war, wurde bei den 'Ausgrabungen' von dem italienischen Arzt Giuseppe Ferlini fast vollkommen zerstört. 1821 wurde ihre Pyramide vor der Zerstörung von Frédéric Cailliaud gezeichnet. Sie war damals mit 64 Stufen ca. 28 Meter hoch, wobei nur ein Teil der Spitze fehlte. Ihr Schatz enthielt 62 Siegelringe, 57 davon aus Gold. Die Abbildungen auf der Siegelfläche stellen die sogenannte göttliche Geburt dar. Nach Giuseppe Ferlini wurde der Schatz in einer kleinen Kammer in der Pyramide gefunden. Dies scheint sehr ungewöhnlich, da sich in den meroitischen Pyramiden sonst nie Kammern befinden. Nachforschungen deuten an, dass es sich bei der 'Kammer' vielleicht um einen Grabräuberschacht gehandelt hat, in dem die Räuber Teil ihres Raubgutes zurückließen.

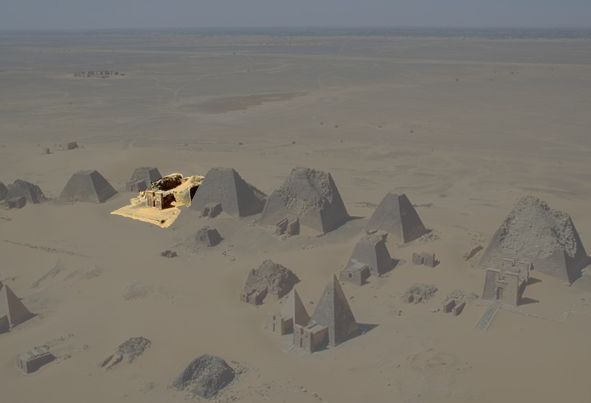
Pyramiden von Meroe. Die Pyramide N6 der Amanischacheto ist hervorgehoben.
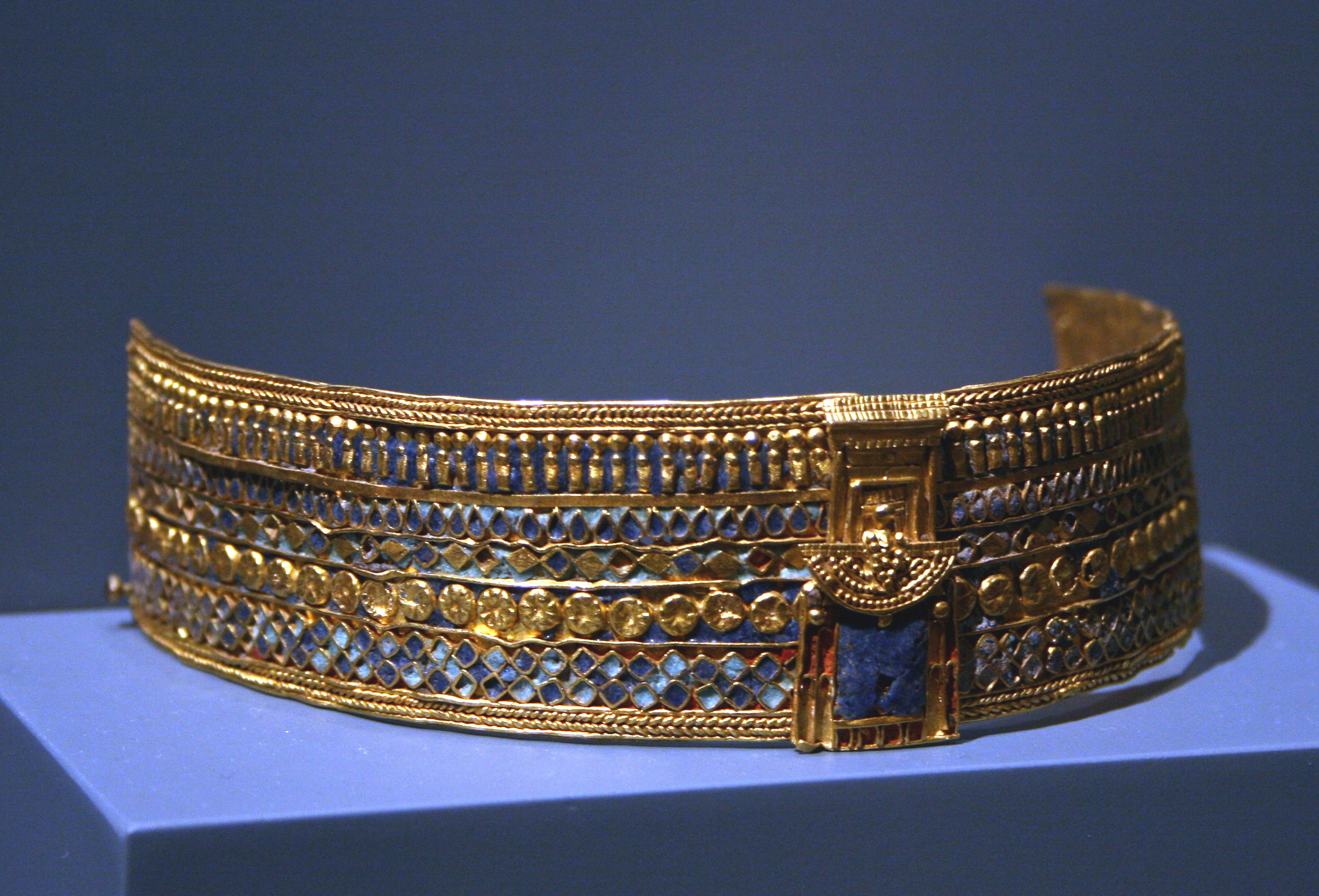
Armreif der Königin
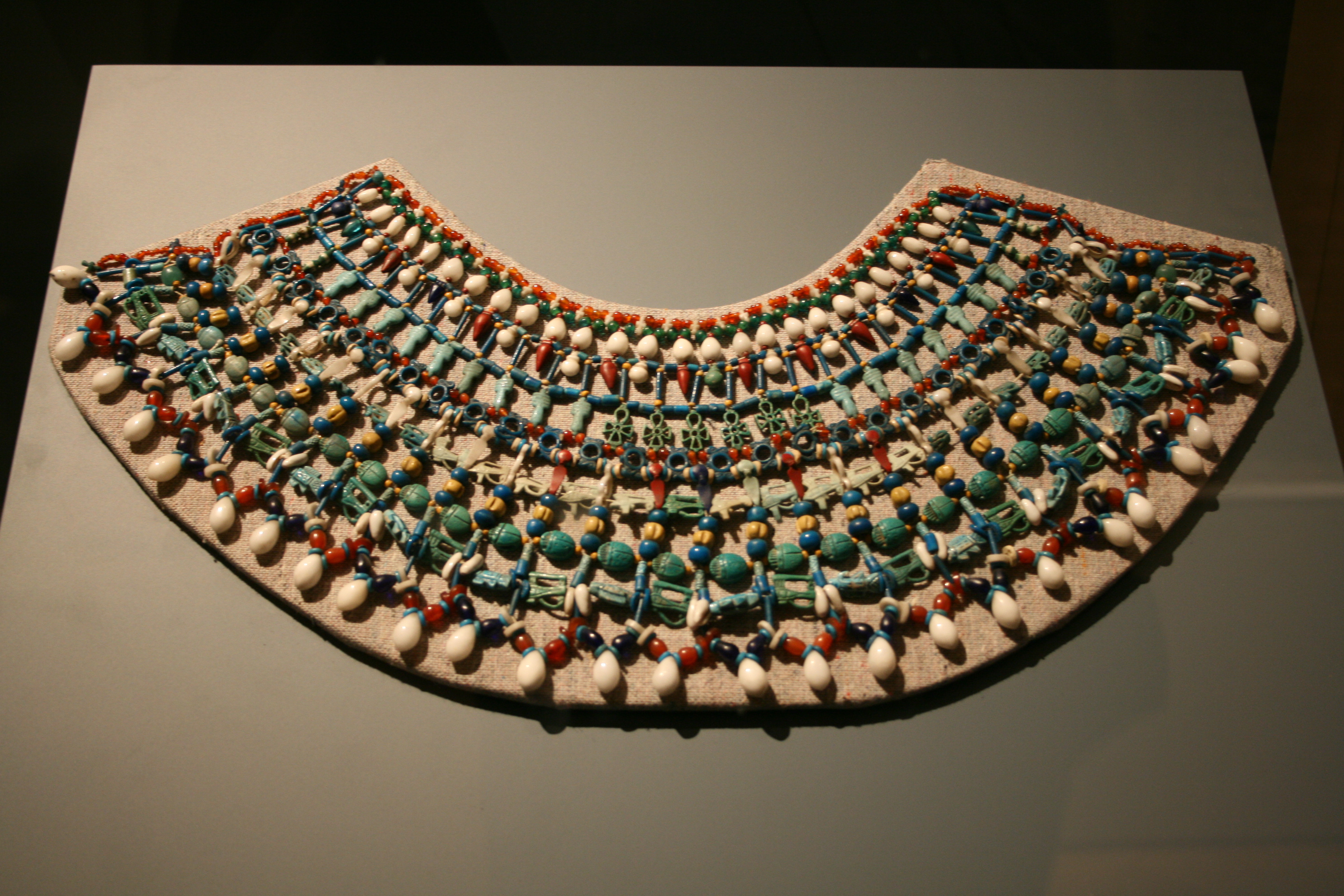
Halskragen der Königin

In ihrer Regierungszeit erlebte Nubien eine besondere Blüte, wie ihre umfangreiche Bautätigkeit in Kawa, Wad ban Naqa und der Schatz andeuten. Auch ihre Stele aus Meroe, obwohl kaum lesbar, scheint von Bauarbeiten zu berichten. Die Datierung dieser Königin ist in letzter Zeit in der Forschung diskutiert worden, da sich eine Stele der Königin in einem Tempel in Naqa fand, der von Natakamani errichtet worden ist. Natakamani wurde bisher nach Amanischacheto eingeordnet, wenn allerdings die Königin in einem schon stehenden Tempel eine Stele gestiftet zu haben scheint, muss die Chronologie genau umgekehrt sein. Die ältere Stele könnte allerdings auch erst später in den jüngeren Tempel verbracht worden sein. Diese These würde wieder die althergebrachte Chronologie stützen. Dieser Fall ist auch ein weiterer Beleg für die großen Unsicherheiten in der nubischen Chronologie.